# Torrecilla en Cameros
Torrecilla en Cameros es un municipio de la comunidad autónoma de La Rioja (España), situado en los Cameros, en La Rioja Media.
La importancia de Torrecilla en Cameros se basa en su esencia histórica y su enclave geográfico, siendo el único pueblo serrano con asentamiento en las dos orillas del río. Rincones y monumentos relevantes y todo tipo de servicios en un bello paraje de tradición industrial y ganadera. Numerosos edificios religiosos, casas solariegas, palacios y escudos que inundan el núcleo urbano y que nos hablan de una historia plagada de hijos ilustres y de un esplendoroso pasado.

## Contexto geográfico
Situado en la cuenca del río Iregua, en la subcomarca de Camero Nuevo, se trata de la capital de la comarca de Tierra de Cameros. Se sitúa a 32 kilómetros de la capital riojana por la carretera N-111, que atraviesa el término municipal entre los pK 299 y 303. 
El relieve del municipio está definido por la sierra de Camero Nuevo, en concreto las Cumbres del Serradero, y el valle del río Iregua. La sierra se extiende por el oeste, separando el valle del río Iregua del valle del río Najerilla, alcanzando altitudes superiores a los 1400 metros. Los arroyos discurren entre las montañas hacia el valle del Iregua, donde se emplaza el pueblo a 774 metros sobre el nivel del mar. 
| Noroeste: Pedroso          | Norte: Nestares                            | Noreste: Viguera            |
| Oeste: Anguiano            |                                            | Este: Almarza de Cameros    |
| Suroeste: Nieva de Cameros | Sur: Nieva de Cameros y Almarza de Cameros | Sureste: Almarza de Cameros |

## División administrativa
El pueblo está formado por tres barrios, siendo el más importante San Martín, teniendo los principales negocios y monumentos del pueblo, como la iglesia de San Martín.

## Clima
Continental de montaña. Noches frescas incluso en verano.

## Geografía humana

### Demografía
Cuenta con una población de 458 habitantes (INE 2024).
| Gráfica de evolución demográfica de Torrecilla en Cameros entre 1842 y 2021                                           |
| |
| Población de derecho según los censos de población del INE. Población de hecho según los censos de población del INE. |

Ha sufrido una fuerte disminución de la población. En los años 60, una fábrica de muebles se desplazó, llevándose en muy pocas semanas a 160 familias, que suponían la mitad de la población.

## Historia
Antiguamente en Torrecilla hubo un asentamiento probablemente de la tribu de los Berones. A finales del siglo X y a mediados del siglo XI hubo una repoblación de colonos vascones, castellanos y navarros.
Los primeros datos escritos aparecen en 1066 en el testamento de Estefanía, viuda del Rey García Sánchez III de Pamplona, el de Nájera, en el que otorga la villa, junto con Leza y otros pueblos de Cameros a su hijo el infante Ramiro de Pamplona, el cual en 1081 la donó al monasterio de Santa María la Real de Nájera.
Durante la Edad Media hubo un gran desarrollo económico gracias a la ganadería de oveja merina y la trashumancia. De esta raza de ovejas se obtenía una gran abundancia de lana, lo que daba lugar a una floreciente industria textil. Fue un pueblo muy próspero en los años de la Mesta de pastores y las fábricas de paños.
Torrecilla no estuvo comprendida en el privilegio del señorío de Cameros otorgado por Enrique II de Trastámara a Juan Ramírez de Arellano en 1366.
Durante el reinado de Carlos I, se fundó la Hermandad de las Trece Villas.
El siglo XVII fue una época de gran crecimiento económico para la población. En esta época existían en el pueblo trece mil cabezas de ganado lanar trashumante que también contribuía a una activa producción pañera. En este tiempo fue sede de la nobleza Camerana y quedan mansiones y casonas de aquella época.
A mediados del siglo XIX había 9 fábricas de paños, 2 de papel, 1 de chocolate, diferentes molinos harineros, 3 tahonas, 6 tintes con sus correspondientes prensas tundidoras.
En 1924 se funda la fábrica de muebles Pascual Salcedo la cual genera gran dinamismo económico y un auge demográfico, tras el fuerte descenso demográfico de finales del siglo XIX provocado por el cierre de las fábricas de paños y textiles. Esta fábrica conseguiría que la población torrecillana aumentase hasta los 1562 habitantes en los años 40, pero su traslado a Viana en los años 60 generó un fuerte descenso demográfico del que todavía hoy en día la localidad no se ha recuperado.

## Administración
| Periodo   | Nombre                        | Partido                                |
| --------- | ----------------------------- | -------------------------------------- |
| 1979-1983 | Ángel Sorzano Merino          | UCD                                    |
| 1983-1987 | Esperanza Astola Ruiz         | AP                                     |
| 1987-1991 | José Luis Pascual García      | AP                                     |
| 1991-1995 | José Luis Pascual García      | Agrupación Independiente de Torrecilla |
| 1995-1999 | Jesús Ruiz Belaustegui        | Desarrollo Torrecillano                |
| 1999-2003 | Jesús Ruiz Belaustegui        | Desarrollo Torrecillano                |
| 2003-2007 | Divina Solo de Zaldívar Marín | PP                                     |
| 2007-2011 | Sergio Martínez Astola        | PSOE                                   |
| 2011-2015 | Sergio Martínez Astola        | PSOE                                   |
| 2015-2019 | Sergio Martínez Astola        | PSOE                                   |
| 2019-2023 | Sergio Martínez Astola        | Torrecilla Unida                       |

En las elecciones del año 2007, a pesar de que ganó la candidatura del  PP encabezada por Divina Solo de Zaldívar, no fue esta la que llegó a la alcaldía puesto que el PSOE tuvo el apoyo del concejal  PRP llegando así Sergio Martínez a la alcaldía. Desde entonces ha venido ganando las dos siguientes convocatorias electorales.

## Heráldica
Una torre entre dos leones rampantes.

## Economía
Durante siglos y hasta tiempos no muy lejanos la espina dorsal de la economía de los Cameros fue la abundante cabaña de ganado, principalmente ovino, cuyo cuidado incluía la trashumancia invernal hacia los pastos de Extremadura y Andalucía. Por esta razón, gracias a la lana merina, se desarrolló en la comarca una importante industria textil que ya en tiempos de Carlos I motivó la creación de la Hermandad de las Trece Villas, a fin de explotar comunalmente los territorios de realengo existentes en la comarca.
En la actualidad la base económica del municipio es la construcción, el turismo, la agricultura cerealistica y la ganadería, que ha ido evolucionando hacia la vacuna, más rentable que la tradicional ovina. La ganadería de Torrecilla, junto a la del resto de pueblos de la sierra, tiene desde 1999 denominación de calidad de origen, Las 13 Villas.
Torrecilla está pasando de una economía basada en la agricultura y el pastoreo a ser un pueblo turístico y de veraneo. Las suaves temperaturas en verano, la ausencia de industria contaminante, las rutas por la naturaleza, los deportes de caza y pesca, sus rincones de escalada y las zonas deportivas dan lugar a un progresivo aumento del sector.
Las zonas de acampada y campamentos de verano están en torno a las piscinas municipales, El Estanque a dos km por la carretera del Serradero, en torno a la Ermita de San Pedro y la zona llamada El Zatorral, junto río Iregua, son las más importantes.
En los años 50, la industria dedicada a la fabricación de muebles Pascual Salcedo, permitió a esta villa albergar en su territorio a unos 1500 habitantes. Con su cierre en los años 60, desapareció la única industria de cierta importancia de la zona y con ella prácticamente la mitad de la población, que tuvo que desplazarse.
Torrecilla en Cameros alberga uno de los tesoros más significativos de los que dispone La Rioja, un manantial con una historia tan profunda como el propio discurrir del agua, estamos hablando del Manantial Riva de Baños conocido actualmente como Manantial de Peñaclara, que desde 1974, año que se construyó la planta envasadora Peñaclara, no ha parado de embotellar el agua mineral natural, siendo la única planta envasadora de La Rioja y parte importante de la economía local.

### Evolución de la deuda viva
El concepto de deuda viva contempla sólo las deudas con cajas y bancos relativas a créditos financieros, valores de renta fija y préstamos o créditos transferidos a terceros, excluyéndose, por tanto, la deuda comercial.
| Gráfica de evolución de la deuda viva del ayuntamiento entre 2008 y 2017                             |
| |
| Deuda viva del ayuntamiento en miles de Euros según datos del Ministerio de Hacienda y Ad. Públicas. |

La deuda viva municipal por habitante en 2014 ascendía a 178,42 €.

## Lugares de interés

### Edificios y monumentos
- Ermita de Santa Águeda.

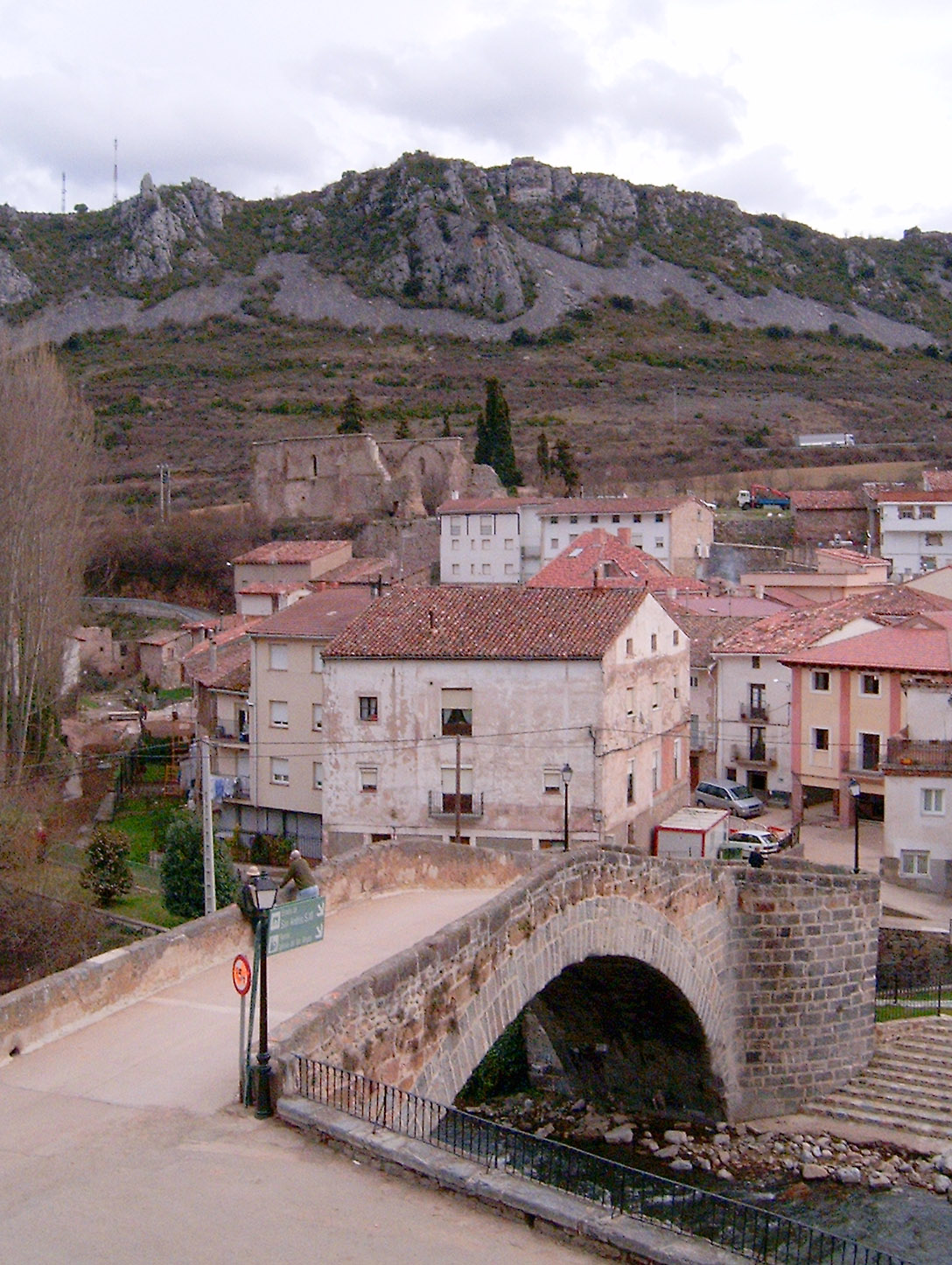
Puente sobre el río Iregua.

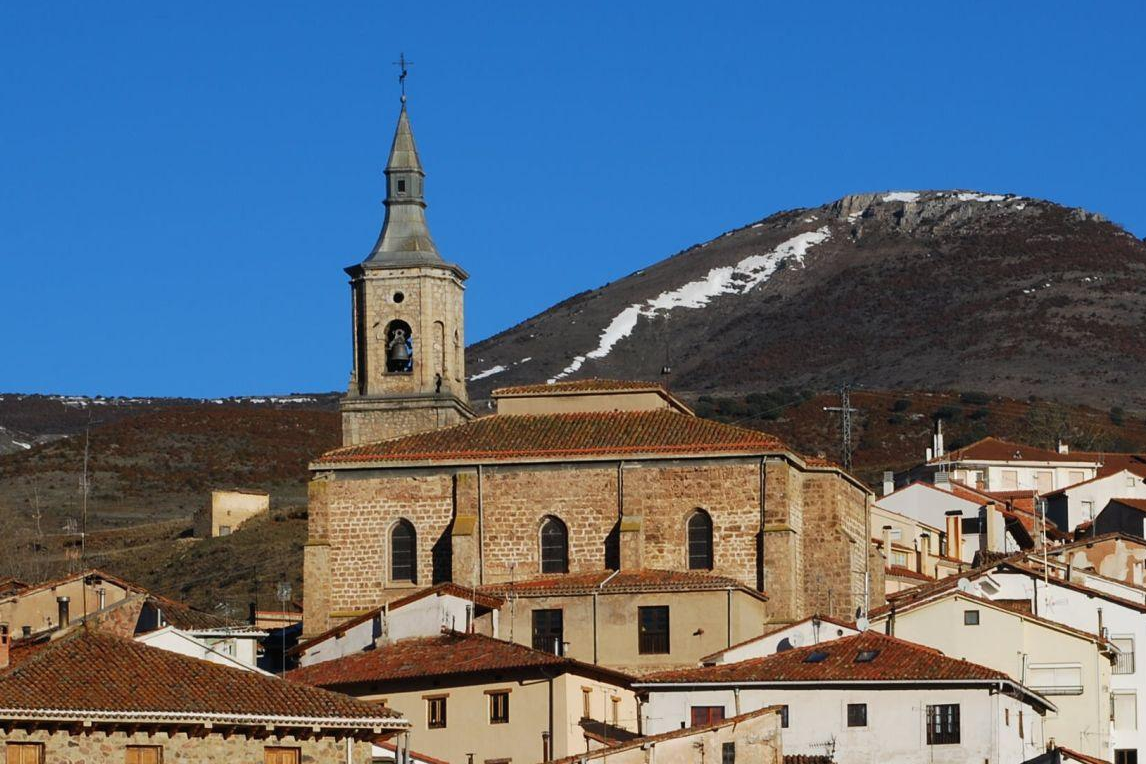
Iglesia de San Martín.

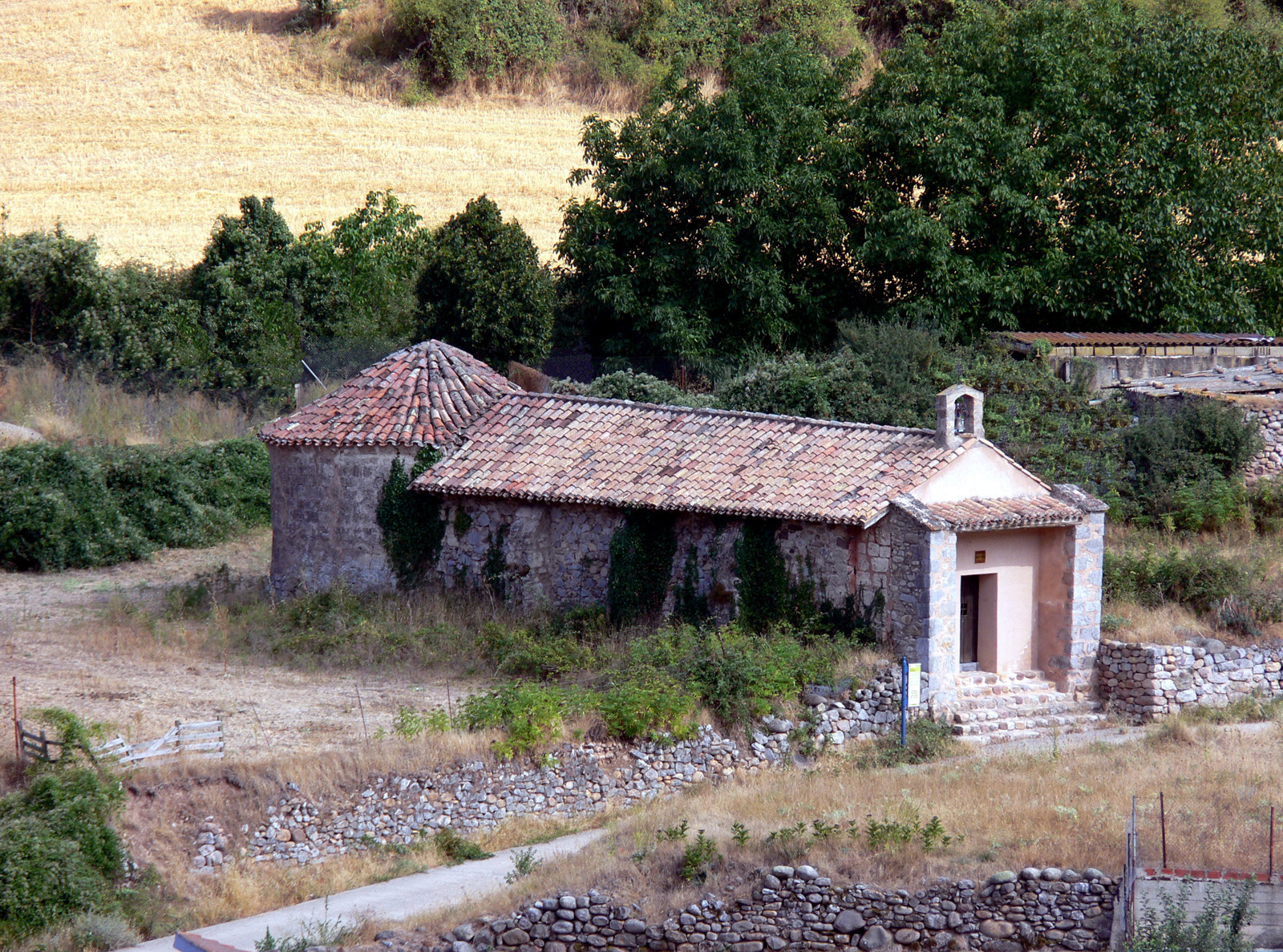
Ermita de San Andrés.

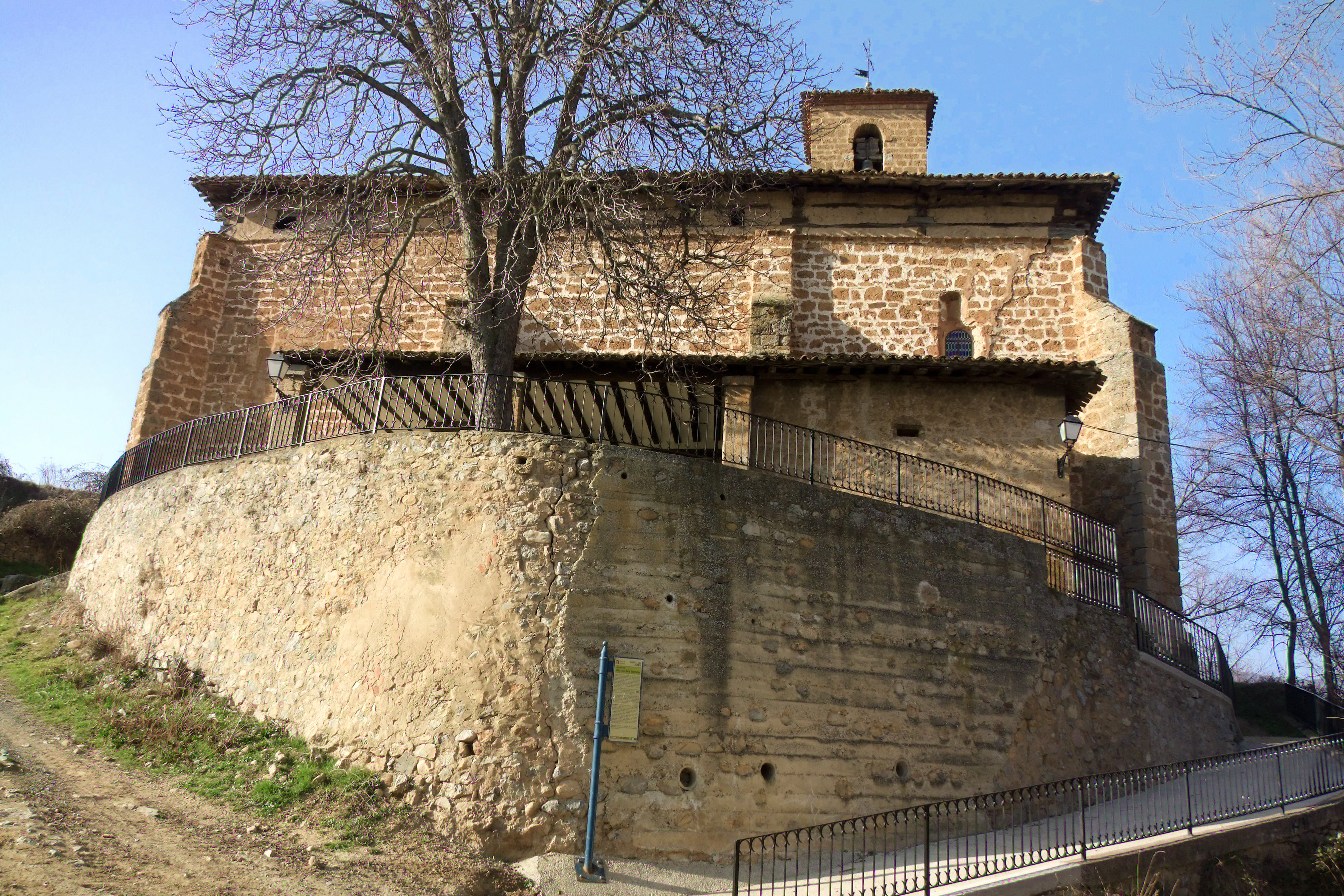
Ermita de San Antón.

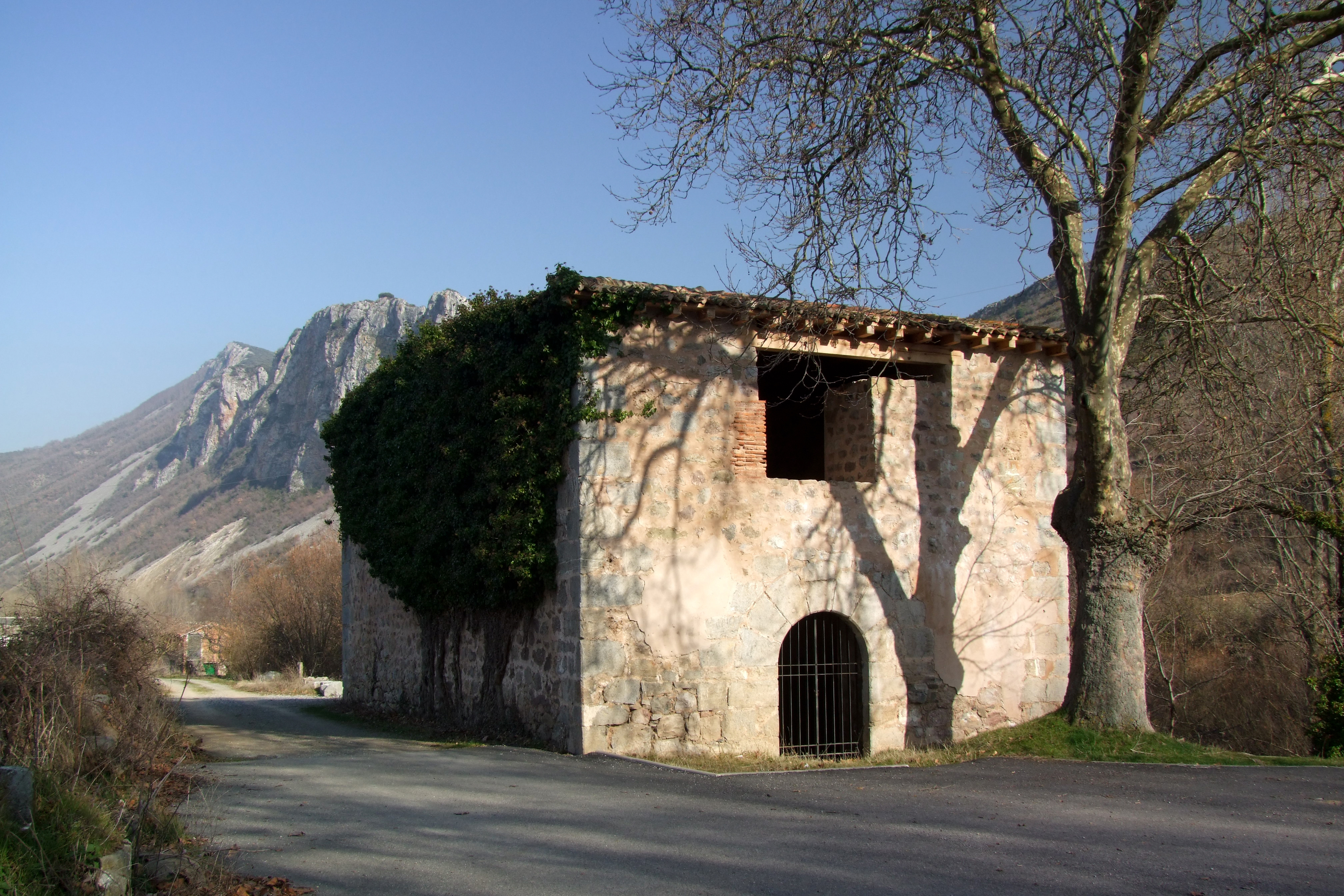
Ermita de San Lázaro.

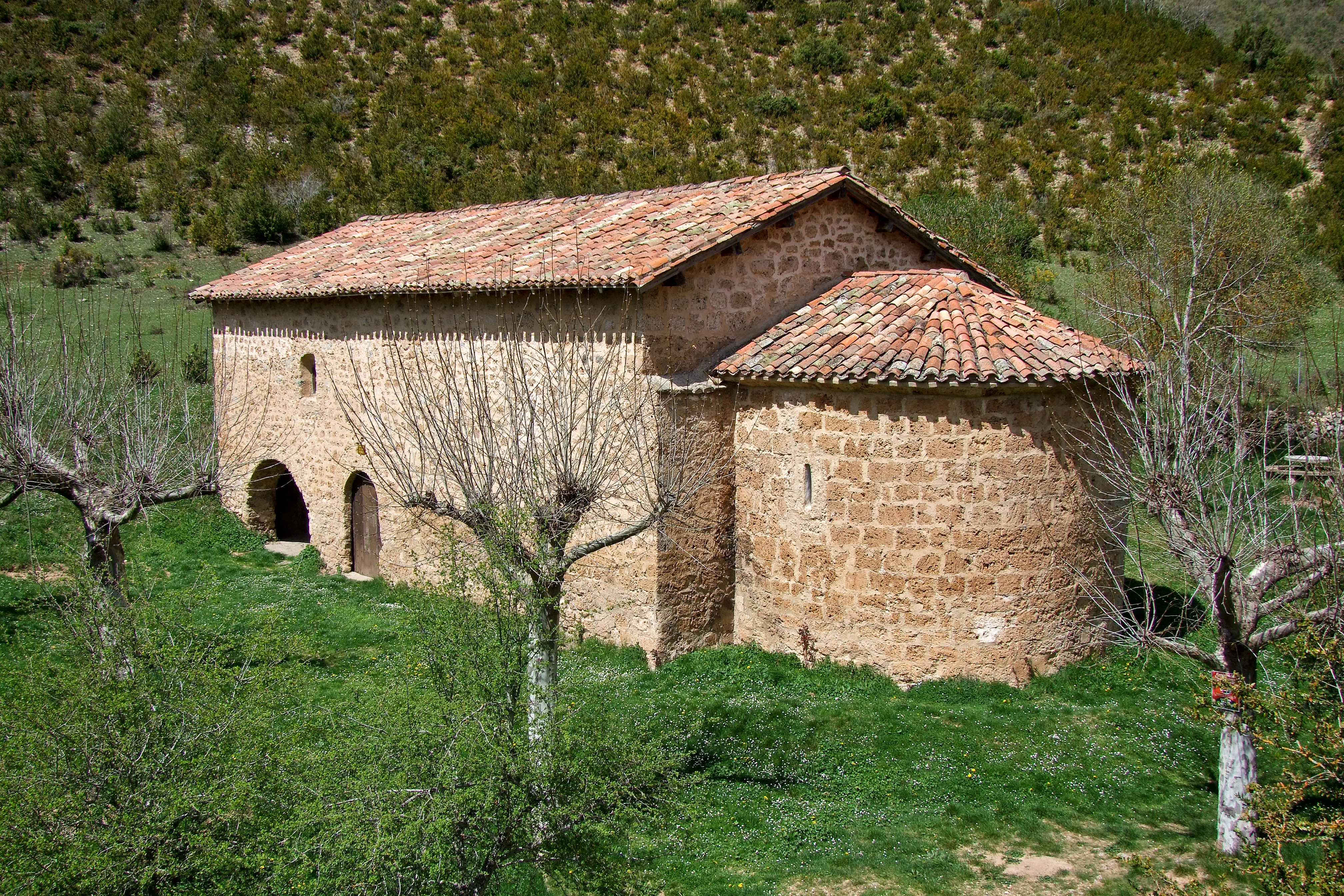
Ermita de San Pedro.

- Iglesia Parroquial de San Martín: construcción del siglo XVI, cuenta con tres naves con pilares cilíndricos y coro alto. Destaca el retablo plateresco con escenas de la vida de San Martín. Es un edificio renacentista, rematado por una torre-campanario dieciochesca de 1764. En su interior posee buenos retablos platerescos y varias obras de interés, como una Inmaculada Concepción barroca de Juan Pascual de Mena o un tríptico flamenco manierista denominado «La Nave de la Iglesia». Se encuentra en el centro del barrio que lleva su nombre.
- Puente medieval: une el barrio de Barruelo con el resto del pueblo permitiendo sobrepasar el río Iregua.
- Ermita de San Andrés: del siglo IX, restaurada hace algunos años.
- Palacio del conde de Superunda
- Mirador: Se encuentra junto a la Ermita de San Anton, en la zona denominada Corazón de Jesús o «el Santo». Desde él se puede ver todo el pueblo.
- Sagrado Corazón de Jesús o «El Santo»: Inaugurado el 7 de septiembre de 1952,[7] está situado en una de las zonas más altas de la población junto a la Ermita de San Anton, con asientos que permiten disfrutar de una hermosa panorámica de todo el pueblo.
- Ermita de San Antón, situada en el barrio El Campillo y junto al Corazón de Jesús. Empezó a construirse a principios del siglo XIV.
- Iglesia de Nuestra Señora de las Vegas situada en le barrio de Barruelo. Se construyó a comienzos del siglo XVI, se encuentra en ruinas.
- Ruinas de la ermita de San Lázaro.
- Abundantes fuentes en todo el casco urbano cómo la de la Hilera, «las fuentecillas» con su lavadero, la fuente de San Martín, la de la Plaza, la de Campillo, la fuente del Santo, la de San Miguel, la fuente Claudia, la fuente de Canillas.

#### Alrededores
- Basílica de la Virgen de Tómalos (siglo XVI al XVIII), a 5 km al sur, en una altiplanicie sobre el río Iregua, con pinturas al fresco de José Bejes en la cúpula, dispone de vivienda para el santero encargado de su custodia.
- Ermita de San Pedro: mozárabe. En el entorno, restos de época romana.
- Cumbres y montes de Serradero, con abundantes fauna y flora salvaje.
- Montes de Espinedo y de Barruelo.
- Rocas de los Picos y Peñaseto.
- Iregua, excelente río truchero, rico en fauna salvaje (nutrias, visones, garzas...)
- Zonas recreativas del estanque y del ramal.

### Otros lugares de interés
- Cueva Lóbrega: de interés espeleológico.

#### Senderos
- Ruta de senderismo hacia Pradillo y Viguera.
- Camino forestal hacia Nestares
- Sendero hacia Nieva de Cameros.
- Camino al Monte Serradero.
- Cerca de la Basílica de la Virgen de Tómalos hay un desvío hacia Ribavellosa, instalación situada en el término de Almarza de Cameros y dependiente de Parques nacionales donde se puede practicar senderismo o deportes: frontón, canchas de hierba para fútbol, canchas de baloncesto, abre de jueves a lunes.

## Gastronomía y hostelería
- Alubias rojas: se pueden probar todo el año en los restaurantes de la localidad.
- Migas, caldereta; se pueden probar durante las fiestas locales.
- Embutidos: de porcino, de gran calidad en esta zona.

Además de las alubias rojas, en la zona crecen unas alubias blancas de pequeño tamaño llamadas cucos por los lugareños. El nombre local de las judías verdes es vainilla.

## Fiestas locales
- 25 de abril, San Marcos.
- 8 de septiembre, Virgen de Tómalos.

## Personajes ilustres
- José Antonio Manso de Velasco (1688-1767), gobernador de Chile y virrey del Perú.
- Práxedes Mateo-Sagasta (1825-1903), presidente del gobierno español en el último cuarto del siglo XIX.
- Eduardo Barriobero (1875-1939), escritor, latinista, traductor y político republicano federal español próximo también a la Confederación Nacional del Trabajo (CNT). Fue elegido diputado en 1914, 1918, 1919 y 1931.